# الكنيسة الداخلية السودانية
الكنيسة الداخلية السودانية هي طائفة مسيحية معمدانية تابعة التحالف المعمداني العالمي [الإنجليزية] في السودان. المقر الرئيسي في الخرطوم. السكرتير العام هو رمضان تشان.

## التاريخ
تعود أصول الكنيسة الداخلية بعثة السودان الداخلية [الإنجليزية]، وهي بعثة أمريكية لجمعية الوزارات الدولية (تعمل الآن الخدمة في المهمة [الإنجليزية]) في عام 1936. تأسست كنيسة السودان الداخلية عام 1963.  في عام 2014، كان لديها 120 كنيسة و 25000 عضو. في عام 2017، كان لديها 300 كنيسة و 35000 عضو.